# بقاعي القبابية
بلدة البقاعي القبابية هي مدينة في محافظة مادبا غرب الأردن.